# Марсело Франсіско Монтейра да Сілва
Марсело Франсіско Монтейра да Сілва (порт.-браз. Marcelo Francisco Monteiro da Silva, нар. 1 листопада 1979, Кампус-дус-Гойтаказіс, штат Ріо-де-Жанейро, Бразилія) — бразильський футболіст, нападник. Виступав за низку другорядних клубів Бразилії, серед відомих команд футболіста можна згадати «Металіст», «Атлетіку Мінейру» та «Гуарані».

## Життєпис
Марсело народився 1 листопада 1979 року в місті Кампус-дус-Гойтаказіс, яке знаходиться в штаті Ріо-де-Жанейро. Футбольну кар'єру розпочав у 1999 році в клубі «Атлетіку Мінейру», в складі якого зіграв 9 матчів та відзначився 4-ма голами. Того ж року виступав за команду «Уберландія», в складі якої зіграв 10 матчів та відзначився 3-ма голами. З 2000 по 2004 роки захищав кольори клубів «Маморе» (Патус-ді-Мінас), «Гуарані» (Кампінас), «Ріу-Бранку» (Амерікана) та «Уніау Барбаренсе».
У 2005 році переїхав до України, де підписав контракт з вищоліговим харківським «Металістом». У футболці харків'ян дебютував 1 березня 2005 року в програному (1:2) виїзному поєдинку 16-го туру проти одеського «Чорноморця». Марсело вийшов на поле на 82-ій хвилині, замінивши Руслана Гунчака.
Протягом свого перебування в харківській команді у вищій лізі зіграв 10 матчів.
В тому ж році повернувся до Бразилії, де знову виступав в «Уніау Барбаренсе». З 2005 по 2006 роки захищав кольори клубу «Марілія». З 2007 по 2015 роки захищав кольори клубів «Ріу-Бранку» (Андрадас), «Санту-Андре», «Жоїнвіль», «Гама», «Америка Мінейру», «Убераба», «Куяба», «Ітіюба», «Гуарані» (Дівінополіс), «Бетім», «Демократа» (Сеті-Лагоас) та «Депортіво» (Ітабораї).
У 2015 році завершив кар'єру футболіста.